# Reacción de Schiemann
La reacción de Schiemann (también llamada reacción Balz–Schiemann) es una reacción química donde una amina primaria aromática (1), como por ejemplo la anilina, es transformada en el fluoruro de arilo (3) vía el, relativamente estable, tetrafluoroborato de diazonio (2).
Esta reacción es importante para introducir un sustituyente flúor en un anillo aromático, ya que la fluoración directa a través de la SEAr, tratamiento con F2 y un ácido de Lewis, es muy exotérmica, difícil de controlar y peligrosa.